# Isabelle de Valvert
Isabelle de Valvert (née en 1951) est une chanteuse et actrice française.

## Biographie
Isabelle de Valvert  est la fille du chef du big band caribéen Félix Valvert et de la chanteuse Christiane Terosiet alias Stella Félix.
En février 1973, elle pose pour le magazine Playmen. Dans les années 1970, elle apparaît dans des films italiens. Elle fait ses débuts au cinéma en tant que victime d'un meurtre, Betsy, un mannequin afro-américain toxicomane, dans le thriller Number One de Gianni Buffardi. Son rôle le plus célèbre est celui de Haydée dans l'adaptation télévisuelle Le Comte de Monte-Cristo par David Greene aux côtés de Richard Chamberlain, en 1975. Elle met fin à sa carrière d'actrice ensuite.
En tant que chanteuse, elle sort en 1977 chez Polydor le single Mami and Daddy. Puis elle se tourne vers le chant jazz, qu'elle maîtrise en six langues. Elle apparaît souvent en Extrême-Orient comme le festival Emporium Music No.6 à Hanoi en 2004.
En 2001, elle publie une biographie de son père.

## Filmographie
- 1973 : Number One de Gianni Buffardi
- 1973 : Mamma... li turchi! (it) de Renato Savino
- 1974 : Rivages sanglants (Noa Noa) d'Ugo Liberatore
- 1974 : Pénitencier de femmes perverses (Prigione di donne) de Brunello Rondi
- 1975 : Le Comte de Monte-Cristo (The Count of Monte-Cristo) de David Greene

## Discographie
- 1970 : La di dou dam / Shangri Lee (Disc'AZ ref. SG 240)
- 1977 : Mami and Daddy / I talk to you with love alone (Polydor 2041 836)
- 1990 : Le voisin d’en face / Charlie (Polydor 873 890-7)

## Source de la traduction
- (de) Cet article est partiellement ou en totalité issu de l’article de Wikipédia en allemand intitulé « Isabelle de Valvert » (voir la liste des auteurs).